# بحوث السرطان (مجلة علمية)
مجلة بحوث السرطان (بالإنجليزية: Cancer Research journal)‏ هي مجلة طبية مُحكمة، أُسست عام 1941، تنشرها الجمعية الأمريكية لأبحاث السرطان كُل أسبوعين، ويتولى تشي فان دانغ [الإنجليزية] منصب رئيس التحرير. تُغطي المجلة الأبحاث المُتعلقة بجميع جوانب السرطان والعلوم الطبية الحيوية.
تأسست المجلة عام 1916 باسم "مجلة أبحاث السرطان"، ثم أُعيد تسميتها إلى "المجلة الأمريكية للسرطان" في عام 1931، وحصلت على اسمها الحالي عام 1941.

## التلخيص والفهرسة
تُعد مجلة بحوث السرطان مُستخلصة وموثقة في:
- المستخلصات البيولوجية [الإنجليزية].
- مراجعات BIOSIS [الإنجليزية].[3]